# Bahnhof Praha-Dejvice

Der Bahnhof Praha-Dejvice liegt an der Bahnstrecke Praha-Bubny–Chomutov im Prager Stadtteil Dejvice. Er war der Ausgangspunkt der 1830 eröffneten Pferdebahn Prag–Lana, die in den 1860er Jahren zu einer Dampfeisenbahnstrecke umgebaut wurde. Das Stationsgebäude des Bahnhofs, das frühere Dienstgebäude der Pferdebahn und ein Wasserturm stehen seit 1999 als Kulturdenkmal unter staatlichem Schutz.
Aufgrund einer umfassenden Neutrassierung der Bahnstrecke Praha–Chomutov soll bis 2029 eine neue unterirdische Haltestelle Praha-Dejvice mit direktem Zugang zur Station Hradčanská der Metro Prag in veränderter Lage in Betrieb gehen.

## Lage und Name
Der Bahnhof liegt am südöstlichen Rand des Stadtteils Dejvice im Nordwesten der tschechischen Hauptstadt  Prag an der Bahnstrecke Praha–Chomutov am Streckenkilometer 3,7. Die Kilometrierung bezieht sich auf den Südteil des Bahnhof Praha-Bubny, wo sich die Strecke am Ende des Negrelliviaduktes über die Moldau von der Bahnstrecke Praha–Děčín trennt.
Der Bahnhof wurde nördlich der Prager Stadtbefestigung in der Nähe des Sandtors angelegt.
Südlich der Bahnanlagen befimndet sich der Stadtteil Hradčany mit der Prager Burg.
Der Bahnhof liegt an der Straße Václavková. Die Metrostation Hradčanská mit Umsteigemöglichkeit zu mehreren Straßenbahn- und Buslinien befindet sich etwa 400 Meter weiter östlich.
Bis 1919 trug der Bahnhof den Namen Prag Sandthor nach dem gleichnamigen Stadttor in Prag. Tschechisch wurde der Bahnhof zu jener Zeit in den Fahrplänen inoffiziell als Praha Bruska bezeichnet. Nach der Gründung der ersten Tschechischen Republik wurde der Name Praha Bruska amtlich. Ab 1925 hieß er dann Dejvice. Während der deutschen Besatzung ab 15. März 1939 und der Gründung des Protektorates Böhmen und Mähren wurde er zweisprachlich als Dewitz / Dejvice bezeichnet. Ab 1941 galt der Name Prag-Dewitz / Praha-Dejvice. Seit der Wiedererrichtung des unabhängigen tschechoslowakischen Staates im Mai 1945 trägt er bis heute den Namen Praha-Dejvice.

## Geschichte
An der Stelle des heutigen Bahnhofs befand sich bereits seit 1830 der Ausgangspunkt der Pferdebahn Prag–Lana, der dritten ihrer Art auf dem europäischen Festland. Der Bahnhof lag vor dem Piseker oder Brusker Tor (tschechisches Písecká bzw. Bruská brána), später auch Sandtor genannt. 1831 wurde eine Chaussee in die Stadt gebaut.
Erst nach 1860 wurde die schmalspurige Pferdebahn in eine regelspurige Lokomotiveisenbahn umgebaut. 1863 ging die umgespurte und teilweise neu trassierte Strecke vom damals Sandthor genannten Bahnhof bis Vejhybka (der heutige Bahnhof Kladno) in Betrieb. Etwa fünf Jahre blieb Sandthor Ausgangsbahnhof der Strecke. 1868 ging eine Verlängerung in Richtung der Prager Innenstadt in Betrieb, Sandthor wurde damit zum Zwischenbahnhof, die den Bahnhof bedienenden Züge begannen bzw. endeten fortan in Prag Staatsbahnhof (heute: Praha Masarykovo nádraží).

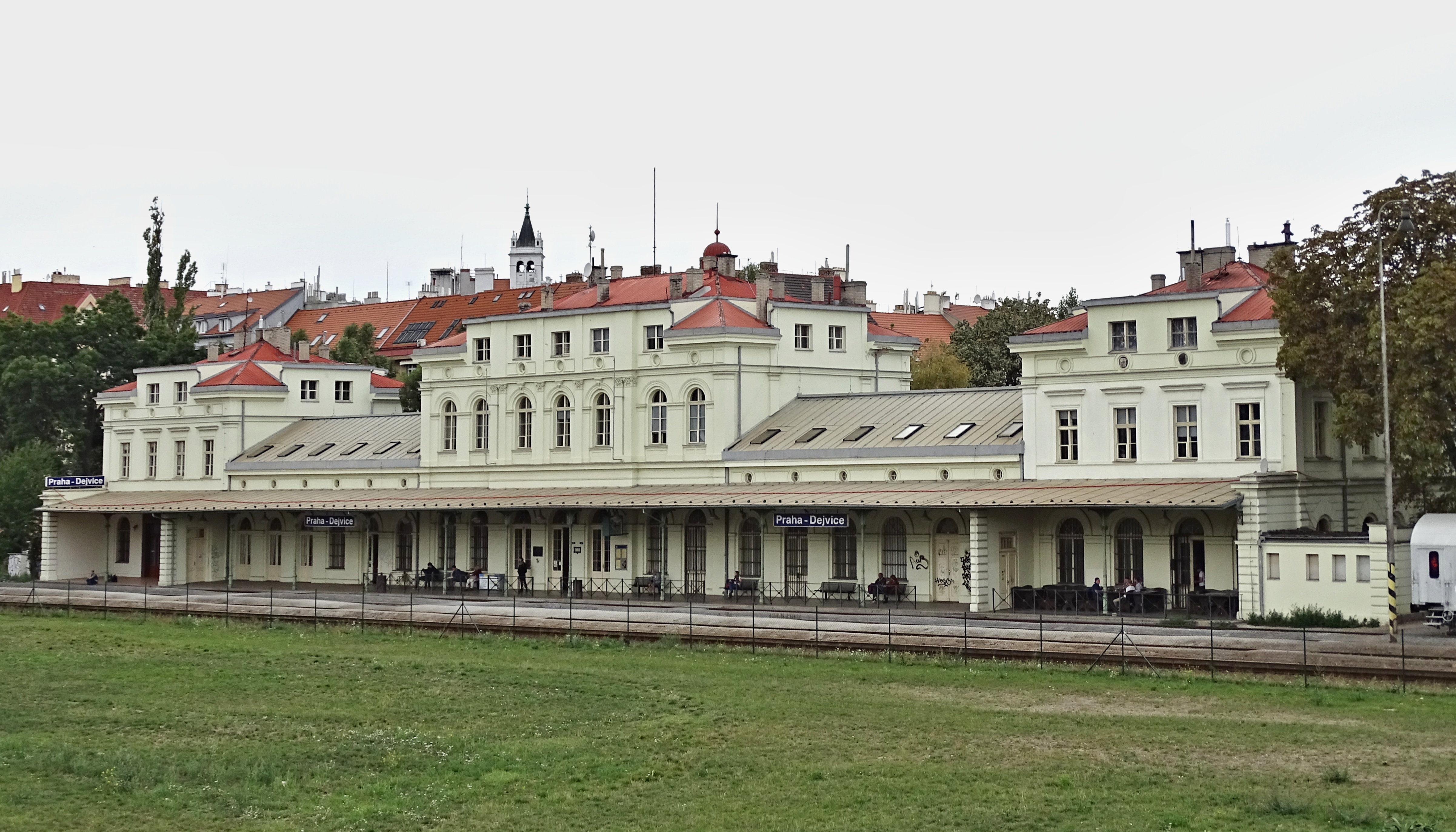
Stationsgebäude, Gleisseite

Um 1870 entstand das repräsentative Stationsgebäude. Bis Ende des 19. Jahrhunderts war das Gebiet um den Bahnhof weitgehend unbebaut. Die heutige städtische Wohnbebauung entstand nach 1900. Der Bahnhof Sandthor war bis zum Ersten Weltkrieg auch Halt der meisten Schnellzüge zwischen Prag und Karlsbad, die teils weiter nach Eger fuhren.
Im Jahr 1922 wurde Dejvice und das Gebiet um den Bahnhof nach Prag eingemeindet. Dejvice blieb ansonsten bis zum Zweiten Weltkrieg eine Zwischenstation für die Züge von Prag nach Kladno.
Im letzten Drittel des 20. Jahrhunderts war der Bahnhof auch Halt einiger Fernzüge zwischen Prag und Chomutov.
Infolge der Neutrassierung der Strecke wurde am 12. März 2023 der Abschnitt von Praha-Bubny nach Dejvice gesperrt. Der Streckenabschnitt von Prag nach Kladno mit Abzweig zum Flughafen  wird ausgebaut und elektrifiziert. Seitdem begannen/endeten alle Züge Richtungen Westen in Dejvice. Anfang August 2025 wurde der Verkehr wieder aufgenommen.
Im Rahmen eines weiteren Ausbaus des anschließenden Streckenabschnitts soll der Bahnhof Dejvice in seiner jetzigen Lage aufgegeben werden und durch eine unterirdische Station ersetzt werden, diese wird etwas östlich des jetzigen Bahnhofs und damit näher an der Metrostation Hradčanská liegen. Die Arbeiten sollten ursprünglich 2026 beginnen und drei Jahre dauern. Das jetzige Empfangsgebäude verliert bnach diesen Plänen seine Nutzung für Bahnzwecke, auch der Bahnübergang auf der Ostseite des Bahnhofs wird beseitigt.

### Denkmalgeschützte Bauten

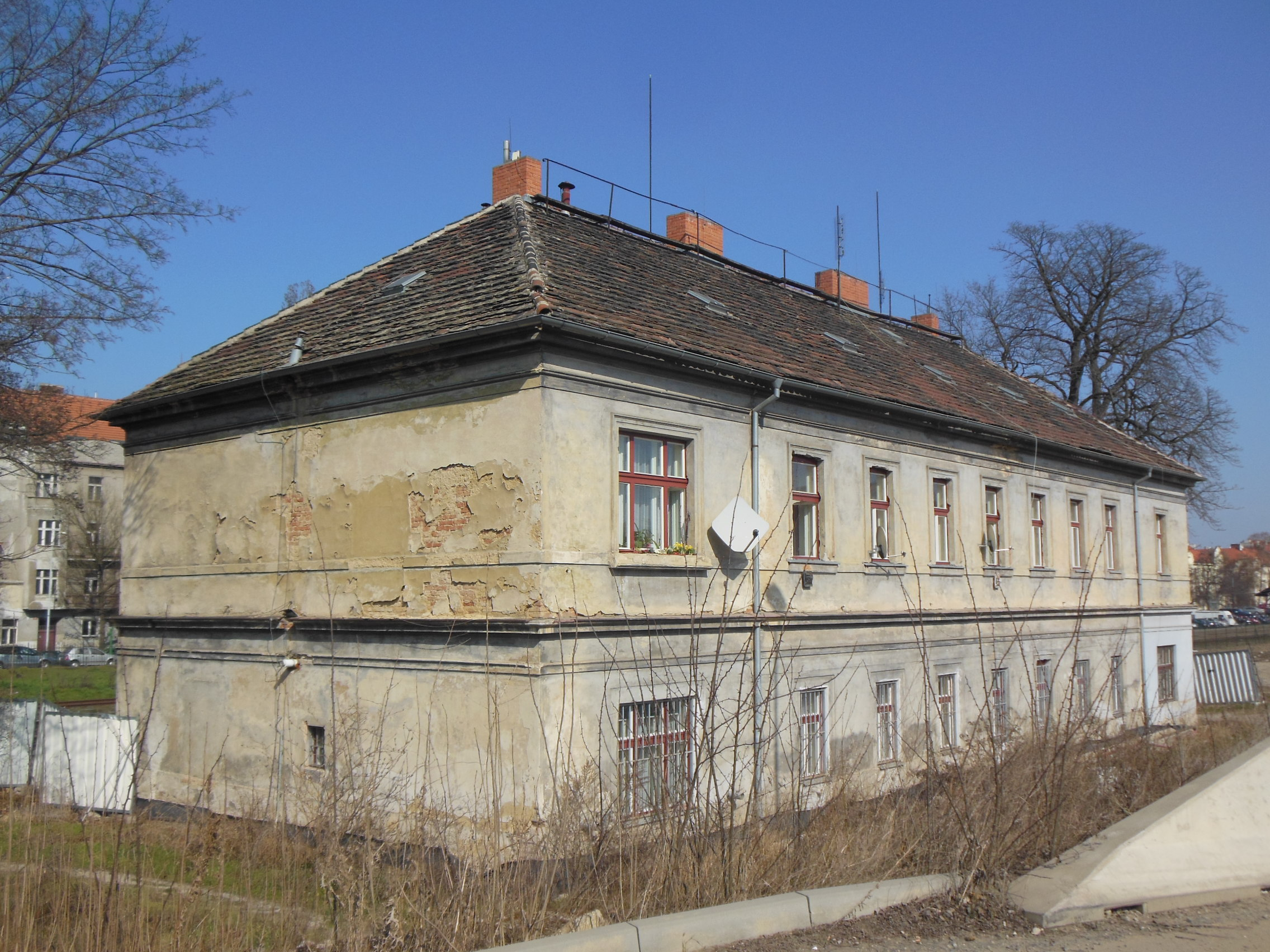
Dienstgebäude der Pferdebahn

Das Bahnhofsareal steht seit dem 8. März 1999 unter Denkmalschutz. Dazu die gehören die drei Teilobjekte: Stationsgebäude, Dienstgebäude und Wasserstation. Das Stationsgebäude steht an der Nordseite der Gleise. Es ist ein symmetrischer Bau im Stil der Neorenaissance, besteht aus drei zweigeschossigen Bauteilen aus vier Achsen in den Seitenteilen und sieben im Zentralteil. Diese sind durch zwei einstöckiger sechsachsige Teile verbunden. Im zentralen Teil befindet sich die Fahrkartenausgabe, im östlichen eine Gaststätte.
Der frühere Wartesaal 1. Klasse wurde 1937 in einen Salon für den tschechoslowakischen Präsidenten Tomáš Garrigue Masaryk umgebaut, der vom Bahnhof regelmäßig zu seinem Sommersitz im Schloss Lány reiste. Masaryk erlebte die Fertigstellung des Salons nicht mehr.
Das Dienstgebäude gehörte zur Pferdebahn und steht auf der Südseite der heutigen Gleisanlagen. Es stammt aus der Eröffnungszeit der Pferdebahn um 1830. Es ist ein zweigeschossiger Bau mit Walmdach.
Westlich davon steht die ebenfalls denkmalgeschützte Wasserstation aus der Zeit um 1870.

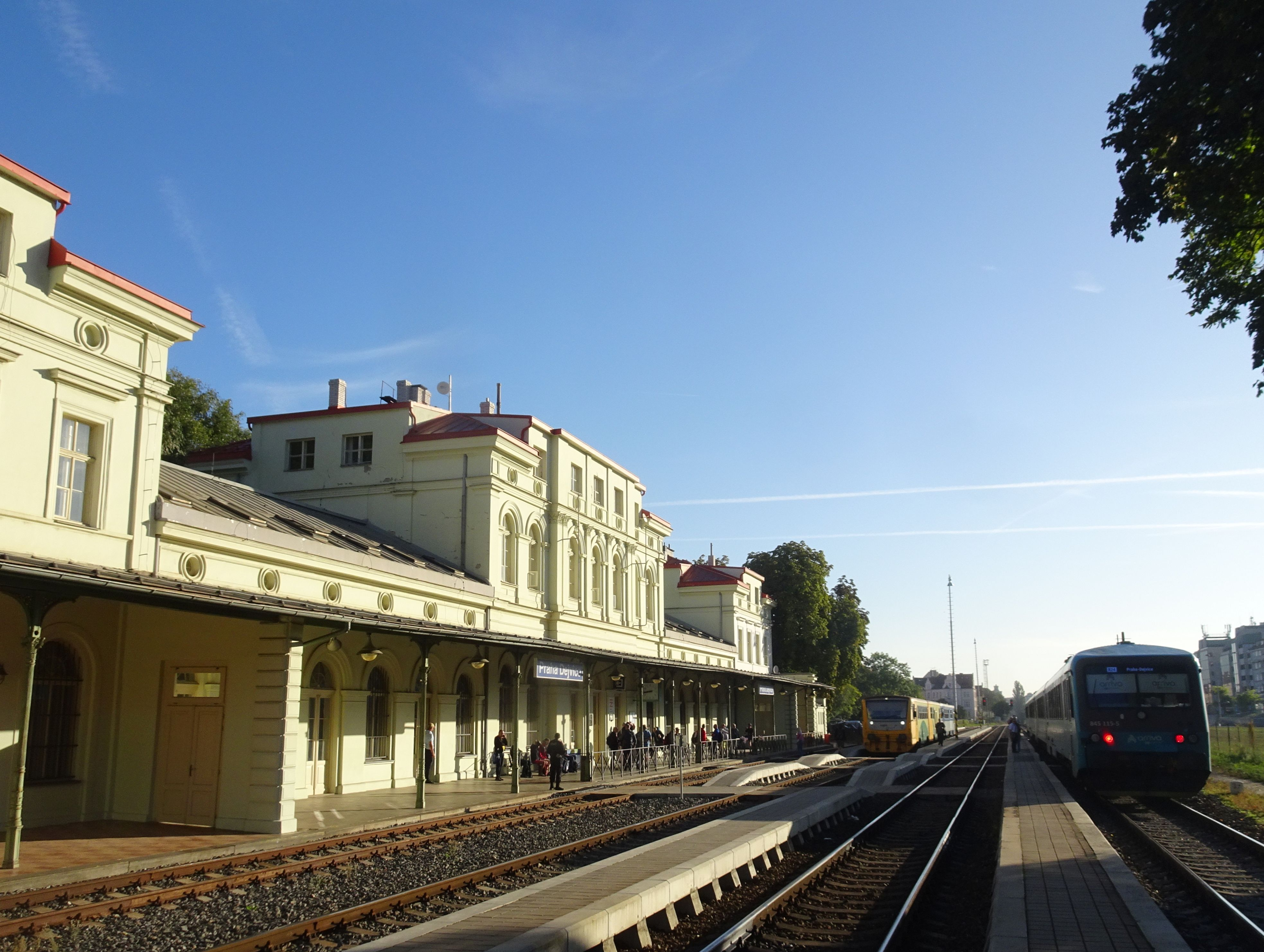
Bahnsteige

### Weitere Anlagen
Zum Bahnhof gehören heute noch vier Gleise an drei Zwischenbahnsteigen. Die Bahnsteige sind vom Stationsgebäude über die Gleise kreuzende Fußwege zu erreichen. Der Hausbahnsteig direkt am Gebäude dient nicht dem Ein- und Ausstieg von Reisenden. Der Güterschuppen stand östlich des Stationsgebäudes und wurde nach 2000 abgerissen. An beiden Bahnhofsenden gibt es Stellwerke.

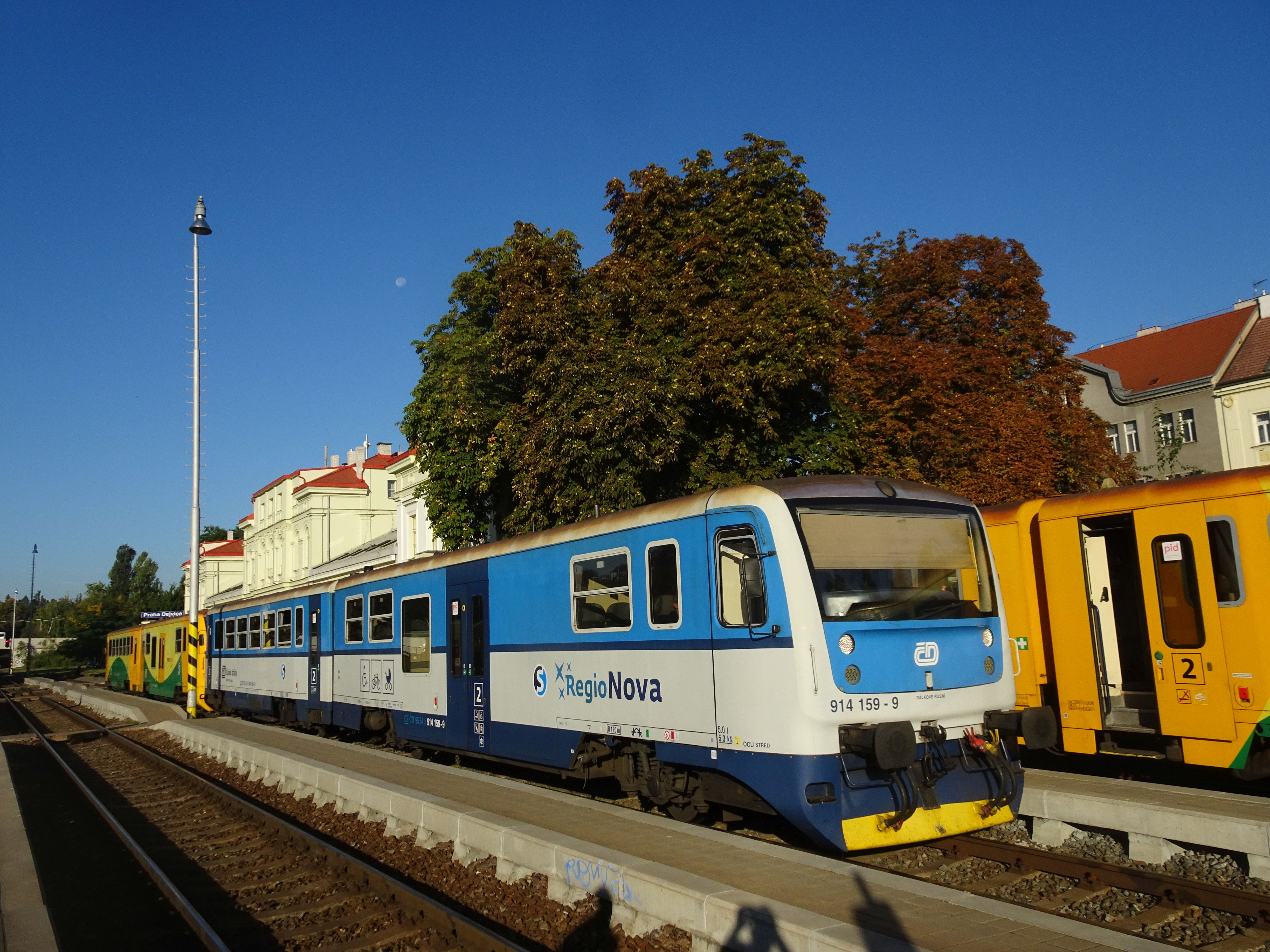
Reisezüge im Bahnhof

## Personenverkehr
Im Fahrplanjahr 2025 überlagern sich die jeweils alle zwei Stunden verkehrenden Linien R24 Praha Masarykovo nádraží – Praha-Bubny – Praha-Dejvice – Kladno – Rakovník und R45 Praha-Dejvice – Kladno – Kladno-Ostrovec – Kladno-Dubí zwischen Dejvice und Kladno zu einem Stundentakt. Diese Züge halten bis Kladno nur in Praha-Veleslavin und Hostivice. Ebenfalls stündlich verkehren die Züge der Linie S5 in Richtung Kladno – Kladno-Ostrovec (–Kralupy nad Vltavou) mit Halt auf allen Stationen. Hinzu kommen einige Verstärkerzüge im Berufsverkehr.